# Nuova Pallacanestro Gorizia
Nuova Pallacanestro Gorizia fue un club de baloncesto con sede en la ciudad de Gorizia, en Friuli-Venecia Julia, que disputó 27 temporadas en la Serie A, la máxima categoría del baloncesto italiano. Fue fundada en 1934, y tras su desaparición en 1999, se refundó ese mismo año, desapareciendo definitivamente en 2010.

## Historia
La Unione Ginnastica Goriziana fue fundada en 1868 cuando Gorizia pertenecía todavía al Imperio de los Habsburgo.  El primer partido oficial de baloncesto (según los archivos) se jugó en la ciudad el 24 de mayo de 1920, y desde entonces el baloncesto se convirtió en una actividad recreativa al aire libre. En 1934 nacía oficialmente la sección de baloncesto de la U.G.G., disputando 10 años después su primer campeonato nacional, mientras que al año siguiente tendría plaza en la Serie A, que entonces se encontraba dividida en grupos regionales.
El equipo llegaría a la primera división, la Serie A, en 1952, permaneciendo allí durante dos temporadas. Goriziana jugó cinco temporadas de la Serie A en los años 60 (1961-62, 1963-65, 1966-67, 1969-70). Alternó entre el nivel superior y el segundo nivel (Serie A2) entre 1975 a 1984, después de lo cual permaneció en la Serie A2 hasta 1998. Una temporada solitaria de vuelta en la Serie A vería el club escapar del descenso en la cancha, para posteriormente vender los derechos deportivos a Scavolini Pesaro y bajar a la tercera división de la Serie B1.
El equipo comenzó de nuevo desde la Serie B1 como Nuova Pallacanestro Gorizia. Sin embargo, siguió luchando dentro y fuera de la pista y estaba en la Serie C dilettanti cuando se retiró de la liga en septiembre de 2010, debido a que el propietario se negó a financiar el club por su cuenta. El club no participó en otra liga y dejó de funcionar ese año.

## Trayectoria
| Historia         | serie A y A1 | serie A2 | Copa de Italia   | Copa Korac       |
| ---------------- | ------------ | -------- | ---------------- | ---------------- |
| Participaciones  | 27           | 14       | 13               | 1                |
| Mejor resultado  | 7°           | 1°       | cuartos de final | cuartos de final |
| Partidos jugador |              |          | 44               | 8                |
| Partidos ganados |              |          | 15               | 4                |

## Patrocinadores
| - Zoppas Gorizia (1961–1962) - Unione Ginnastica Goriziana (1962-1964) - Splugen Brau Gorizia (1966-1970) - Patriarca Gorizia(1975–1976) - Pagnossin Gorizia (1976-1980) - Tai Ginseng Gorizia (1980-1981) | - San Benedetto Gorizia (1981–1984) - Segafredo Gorizia (1984-1988) - San Benedetto Gorizia (1988–1990) - Brescialat Gorizia (1994-1996) - Dinamica Gorizia (1996-1997) - S.D.A.G. Gorizia (1998-1999) |